# 黄瑞采
黄瑞采（1907年3月10日—1998年），男，祖籍湖南长沙，生于江苏南京，中国土壤学家、农业教育家。